# Peace Support Operation
Der Begriff Peace Support Operation (PSO) bezeichnet in seiner heute meistgebräuchlichen Bedeutung militärische und zivile Maßnahmen zur Vermeidung von Konflikten oder zur Sicherung beziehungsweise Wiederherstellung von Frieden (im Sinne von Absenz von Gewalt).
Peace Support Operations enthalten eine multinationale Komponente, das heißt, sie werden von mehreren Staaten getragen bzw. durchgeführt (z. B. Vereinte Nationen).
Friedenserhaltende Maßnahmen (peace keeping), friedensschaffende Maßnahmen (peace making), Friedenserzwingung (peace enforcement) und peace building sind Unterkategorien von Peace Support Operations.